# Cohen Barbaren
Ghengis Cohen, känd som Cohen Barbaren eller Djingis Cohen är en fiktiv rollfigur skapad av Terry Pratchett. Han arbetar med att stjäla guld tillsammans med sin hord, Silverhorden.

## Personlighet
| ”               | Det här är Djingis Cohen. Utförare av stordåd. Drakdödare. Stadsplundrare. En gång köpte han ett äpple. | „ |
| – Herr Cervelat | |   |

Cohen barbaren är en mycket gammal barbarhjälte. Han och hans Silverhord söker efter skatter, stjäl saker, och liknande, eftersom det är det enda de kan. De är också alla utmärkta på strid. Cohen tror att han är mellan 90 och 95 år gammal, men vet inte exakt. Han blir regent över Agateanska Imperiet i Spännande tider.

## Personer i Silverhorden
- Cohen Barbaren[1]
- Vasker Ville[1]
- Mack Uppskäraren[1]
- Herr Cervelat[1]
- Gamle Vincent[1]
- Fegulf[2]
- Hagar